# Laura Gimmler
Laura Gimmler, née le 5 décembre 1993 à Oberstdorf, est une fondeuse allemande.

## Palmarès

### Jeux olympiques d'hiver
| Épreuve / Édition | Sprint | Sprint                           | 10 km                            | 10 km     | Skiathlon 2 × 7,5 km | 30 km | Relais | Relais   |
| Épreuve / Édition | libre  | classique                        | libre                            | classique | Skiathlon 2 × 7,5 km | 30 km | Sprint | 4 × 5 km |
| JO 2022 Pékin     | -      | Épreuve inexistante à cette date | Épreuve inexistante à cette date | 33e       | -                    | -     | -      | -        |

Légende :
- : pas d'épreuve
- — : non disputée par Fink

### Championnats du monde
| Épreuve / Édition        | Sprint                           | Sprint                           | 10 km                            | 10 km                            | Skiathlon 2 × 7,5 km | 30 km | Relais | Relais                   |
| Épreuve / Édition        | libre                            | classique                        | libre                            | classique                        | Skiathlon 2 × 7,5 km | 30 km | Sprint | 4 × 5 km                 |
| Mondiaux 2019 Seefeld    | 20e                              | Épreuve inexistante à cette date | Épreuve inexistante à cette date | 13e                              | —                    | —     | —      | 4e                       |
| Mondiaux 2021 Oberstdorf | Épreuve inexistante à cette date | 10e                              | —                                | Épreuve inexistante à cette date | —                    | 10e   | —      | 5e                       |
| Mondiaux 2023 Planica    | Épreuve inexistante à cette date | 11e                              | —                                | —                                | —                    | —     | 4e     | Médaille d'argent, monde |

Légende :
- : pas d'épreuve
- — : n'a pas participé à l'épreuve

### Coupe du monde
- 1 podium en individuelle : 1 troisième place.
- 5 podium en équipes : 
  - 1 podium en relais : 1 deuxième place.
  - 4 podiums en sprint : 1 victoire et 3 troisièmes places.